# Only (песня Ники Минаж)
«Only» — песня тринидадской и американской рэп-исполнительницы Ники Минаж, вышедшая 28 октября 2014 года в качестве сингла с её третьего студийного альбома The Pinkprint. Песня записана при участии Дрейка, Лил Уэйна и Криса Брауна.
Песня получила положительные отзывы и была номинирована на премию «Грэмми-2016» в категории Лучшее совместное рэп исполнение
.

## История
Песня получила положительные отзывы музыкальной критики и интернет-изданий: Music Times, Spin, Entertainment Weekly, Consequence of Sound, Noisey, The Fader.
«Only» дебютировал на позиции № 54 в американском чарте Billboard Hot 100, позднее достигнув места № 12. 14 декабря 2014 года песня достигла первого места в чарте Hot R&B/Hip-Hop Songs, став для Ники Минаж её 4-м чарттоппером и сделав её единственной женщиной с таким показателем в хип-хоп-чарте (на втором месте с 3 хитами № 1 певица Missy Elliot). Для Drake эта песня стала 12-м хитом на № 1, для Lil Wayne его 9-м чарттоппером, и 5-м для Chris Brown. 17 августа 2015 года сингл «Only» получил 3-кр платиновую сертификацию. К июню 2016 было продано 1,471,110 копий в США<.

## Чарты

### Еженедельные чарты
| Чарт (2014—2015)                           | Высшая позиция |
| ------------------------------------------ | -------------- |
| Австралия (ARIA)                           | 62             |
| Австралия Urban (ARIA)                     | 9              |
| Бельгия/Фландрия (Ultratip Bubbling Under) | 39             |
| Бельгия/Фландрия (Ultratop Urban)          | 14             |
| Бельгия/Валлония (Ultratip Bubbling Under) | 34             |
| Канада (Billboard Canadian Hot 100)        | 20             |
| Франция (SNEP)                             | 102            |
| Нидерланды (Single Tip)                    | 20             |
| Шотландия (OCC Scotland)                   | 36             |
| Великобритания (OCC UK Singles)            | 35             |
| Великобритания (OCC UK Hip Hop/R&B)        | 4              |
| США (Billboard Hot 100)                    | 12             |
| США (Billboard Hot R&B/Hip-Hop Songs)      | 1              |
| США (Billboard R&B/Hip-Hop Airplay)        | 2              |
| США (Billboard Rhythmic)                   | 6              |

### Итоговые годовые чарты
| Чарт (2015)                | Позиция |
| -------------------------- | ------- |
| США, Billboard Hot 100     | 51      |
| США, Hot R&B/Hip-Hop Songs | 16      |

## Сертификация
| Регион                                                                      | Сертификация  | Продажи   |
| --------------------------------------------------------------------------- | ------------- | --------- |
| Австралия (ARIA)                                                            | 3× Платиновый | 210 000   |
| Великобритания (BPI)                                                        | Платиновый    | 600 000   |
| США (RIAA)                                                                  | 3× Платиновый | 3,000,000 |
| Данные о продажах + прослушиваниях приведены только на основе сертификации. |               |           |